# نورث برنچ (مینه‌سوتا)
نورث برنچ (به انگلیسی: North Branch) شهری در شهرستان چیساگو ایالت مینه‌سوتا در کشور ایالات متحده آمریکا است که جمعیت آن در سرشماری سال ۲۰۱۰ میلادی، ۱۰۱۲۵ نفر بوده‌است.